# Pterolophia albertisi
Pterolophia albertisi là một loài bọ cánh cứng trong họ Cerambycidae.